# Манагарова Юлія Анатоліївна
Юлія Анатоліївна Манагарова (нар. 27 вересня 1988 року, м. Кривий Ріг, Дніпропетровська область, Українська РСР, СРСР) — українська і російська гандболістка, права крайня російського клубу «Ростов-Дон» та збірної Росії. До 2014 року виступала за збірну України, з 2017 року виступає за збірну Росії. Підтримала російське вторгнення в Україну. Внесена до бази Миротворця як зрадниця Батьківщини.

## Біографія
Юлія Манагарова народилася 27 вересня 1988 року в Кривому Розі.
Вчилася у школі №125 рідного міста, але після пробного гандбольного тренування перейшла у спортивний клас ДЮСШ №4, де й почала займатися гандболом.
Виступала за клуб «Смарт» зі свого рідного міста, після чого 2011 року перейшла в румунський «Олтхим», в складі якого виступала два сезони і двічі виходила до півфіналу жіночої гандбольної Ліги чемпіонів. Через фінансові проблеми румунського клубу з'явилася загроза розвалу команди, і саме в цей час гандболістці надійшла пропозиція переїхати в Ростов-на-Дону і грати за клуб «Ростов-Дон».
2014 року, не бачачи в Україні можливостей для розвитку своєї кар'єри, Манагарова вирішила змінити громадянство і вже через півтора року отримала російський паспорт з рук віце-прем'єра РФ Дмитра Рогозіна, який назвав гандболістки «новою надією збірної».
Влітку 2017 року Манагарову вперше викликали в збірну Росії, у грудні взяла участь у чемпіонаті світу в Німеччині (5-е місце), а в грудні 2018 року став срібною призеркою чемпіонату Європи. При цьому на турнірі Юлія показала вагому ефективність в атаці — 25 голів після 26 кидків (всі — з гри). На чемпіонаті світу 2019 року стала кращим бомбардиром збірної в матчах проти Китаю і ДР Конго. Всього на турнірі закинула 41 м'яч у 10 матчах.

## Родина
Мати — Надія Петрівна Манагарова. Батьки — з Ленінграда, але приїхали працювати до Кривого Рогу, де вона вийшла заміж та залишилася.
Має чотирьох старших братів.
Племінниця — Анастасія Манагарова. Українська гандболістка. Ліва крайня криворізького клубу «ДЮІ».

## Підтримка російського вторгнення в Україну
Юлія Манагарова підтримала російське вторгнення в Україну. Вона виступила ініціатором відкриття гандбольним клубом «Ростов-Доном» благодійної програми «Помощь гражданам из ДНР и ЛНР, пребывающим на территорию Ростовской области».
Разом з тим, на своїй сторінці Манагарова образливо назвала «зрадниками» осіб-іноземців, що розірвали контракти з гандбольним клубом «Ростов-Дон» після початку російського вторгнення в Україну, мотивувавши це тим, що кинули клуб посеред сезону, додавши до опису зображення середнього пальця. Вона висловила свою негативну реакцію на накладання санкцій на російський гандбол.
|  |  |  |

30.03.2023 Юлію Манагарову було внесено до бази Миротворця з визначенням «зрадник Батьківщини».

## Титули та досягнення

### Командні
«Спарта»
- Суперліга
  -  Чемпіонка (3): 2008/09, 2009/10, 2010/11

«Олтхім»
- Національна ліга
  -  Чемпіонка (3): 2010/11, 2011/12, 2012/13
- Суперкубок
  -  Володарка (1): 2010/11

«Ростов-Дон»
- Суперліга
  -  Чемпіонка (6): 2014/15, 2016/17, 2017/18, 2018/19, 2019/20, 2021/22
  -  Срібна призерка (2): 2015/16, 2020/21
  -  Бронзова призерка (1): 2013/14
- Кубок
  -  Володарка (7): 2014/15, 205/16, 2016/17, 2017/18, 2019/20, 2020/21
  -  Фіналістка (1): 2021/22
- Суперкубок
  -  Володарка (7): 2015, 2016, 2017, 2018, 2019, 2020, 2021
- Кубок ЄГФ
  -  Володарка (1): 2016/17
  -  Фіналістка (1): 2014/15
- Ліга чемпіонів ЄГФ
  -  Фіналістка (1): 2018/19

### Збірна Росії
- Олімпійські ігри
  -  Срібна призерка (1): 2020
- Чемпіонат світу
  -  Бронзова призерка (1): 2019
- Чемпіонат Європи:
  -  Срібна призерка (1): 2018

### Особисті
- Права крайня символічної збірної турніру Трофей чемпіонів Бая-Маре: 2014[12]
- Права крайня символічної збірної Møbelringen Cup: 2017[13]
- Права крайня символічної збірної Ліги чемпіонів ЄГФ: 2017/18[14]

### Державні
- Медаль ордена «За заслуги перед Вітчизною» I ступеня (11 серпня 2021 року) — за великий внесок у розвиток вітчизняного спорту, високі спортивні досягнення, волю до перемоги, стійкість і цілеспрямованість, виявлені на Іграх XXXII Олімпіади 2020 року в місті Токіо (Японія)[15].